# Eusébio Martins da Cunha
Eusébio Martins da Cunha (Descoberto da Piedade, 15 de dezembro de 1892 — Goiânia, abril de 1980) foi um político e pecuarista goiano que serviu como segundo prefeito eleito de sua terra natal, Porangatu, sendo o primeiro natural do município a exercer esse cargo. 
Seu principal feito foi comprar a Fazenda Tupaciguara, de 200 alqueires, para a construção de novos setores do município e buscar por vias do governo estadual, a expansão de terrenos para patrimônio do município, o que foi obtido na lei n.º 780 de 1953. Ele faleceu após ser atropelado e levado à Goiânia em abril de 1980, sendo postumamente homenageado na nomeação da Escola Municipal homônima.

## Primeiros anos
Eusébio Martins da Cunha nasceu na então vila do Descoberto da Piedade no dia 15 de dezembro de 1892. Ele é o natural de Porangatu mais velho que se tem registro. Sua família era de origem mineira e se encontrava no povoado desde a década de 1860. Seu avô paterno era o responsável pela migração de Araxá ao Descoberto, este era o coronel da Guarda Nacional, Tomaz Martins da Cunha. Seu pai, Antônio Martins da Cunha exerceu a função de presidente da Mesa Eleitora (órgão responsável por qualificar eleitores, chefiado pelo juiz de paz mais bem votado da circunscrição) durante a eleição presidencial no Brasil em 1891 e suas respectivas eleições estaduais. Seu pai exerceu ainda, a função de quarto juiz distrital de 1909 até 1913, quando faleceu. Sua mãe, Paula era da família Correia de Miranda, vinda da cidade de Pilar.Eusébio era o filho mais novo do casal. Eusébio auxiliava nos trabalhos campesinos e mantinha uma vida pública bastante ligada ao arraial do Descoberto, sendo um católico, ele participava de vários eventos religiosos, incluindo a Folia de Reis local, na qual ele chegou a ser coroado imperador em 1942.

## Carreira política

### Primeiras filiações partidárias e candidato a prefeito de Porangatu em 1948
Eusébio era inicialmente filiado ao diretório regional da União Democrática Nacional. Devido desavenças pessoais e políticas com Ângelo Rosa de Moura, ele saiu da UDN e adentrou ao Partido Social Democrático, no ano eleitoral de 1948, época em que se deu a emancipação política de Porangatu, por meio da Lei Ordinária n.º 122/25-08-1948.
À época, o presidente municipal do PSD, Adelino Américo de Azevedo, foi nomeado subprefeito e prefeito de transição, respectivamente. Azevedo presidiu a eleição municipal de Porangatu em 3 de outubro de 1948 e nessas disputaram Eusébio (pelo PSD) e Ângelo Rosa (pela UDN). O candidato udenista venceu e tomou posse como primeiro prefeito eleito em 1° de maio do ano seguinte.

#### Músicas da primeira campanha de Eusébio
Durante essa disputa eleitoral, foram criadas algumas músicas de campanha, iniciadas pelo PSD e rebatidas pela UDN, sendo essas:
| “ | "Sr. Euzébio que modo é este Venha logo pra cidade, Assistir sua vitória Que é coisa de verdade." | ” |

A UDN rebateu:
| “ | Sr. Euzébio que modo é este Venha logo pra cidade, Assistir sua derrota Que é coisa de verdade. | ” |

Em sequência, o PSD respondeu com outras duas:
| “ | Ângelo Rosa Tocador de Berimbau, Não tem pai nem mãe Nasceu no oco do pau. | ” |

| “ | Vamos, vamos, minha gente Votar no PSD É um povo reunido Lutaremos até vencer Os pobres dos udenistas, Estão cansados de chorar, No dia 3 de outubro O PSD vai ganhar. | ” |

Os udenistas responderam com:
| “ | Varre, varre vassourinha Varre, varre pra valer Varre a sujeira do PSD. | ” |

Por fim, o PSD devolveu com uma nova marchinha, a última de que se tem registro:
| “ | Estes udenistas São cheios de prosa, Se existe sujeira É de Ângelo Rosa. | ” |

### Segunda campanha eleitoral e segundo prefeito eleito de Porangatu (1953-1957)
Como a Constituição brasileira de 1946, proibia reeleições, Eusébio Martins não disputou novamente com Ângelo Rosa. Ele venceu em 3 de outubro de 1952. Eusébio tomou posse em 31 de janeiro do ano seguinte. 

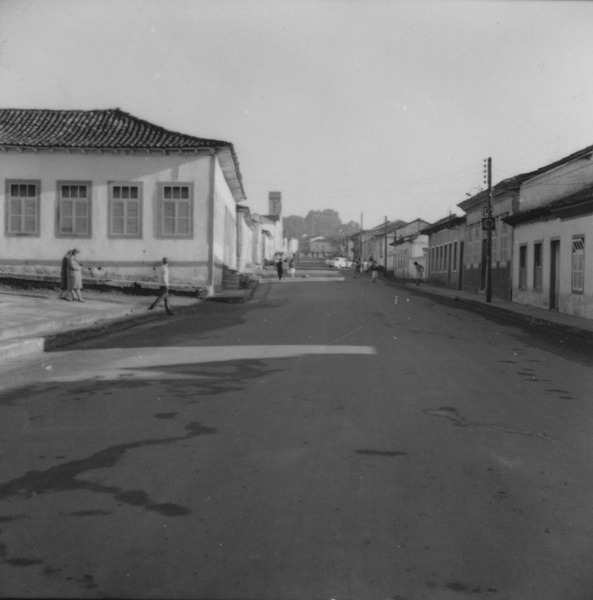
Porangatu durante o fim da gestão Eusébio Martins.

Seus principais feitos incluem a expansão territorial e urbana do município de Porangatu, incluindo a compra de uma fazenda, Tupaciguara, com 200 alqueires, para tal propósito. Também foram finalizados os projetos do primeiro mandato de Ângelo Rosa, incluindo a Cadeia Pública, cujo prédio abrigaria a Prefeitura e o Fórum Público do Munícipio. Nomeou Rodes Matos Martins como seu secretário municipal de Governo, tendo um recluso secretariado de 6 membros. 
Foi construída a pavimentação térrea do Fórum, comprou um trator TD-9, um caminhão GMC e por fim, o jurista Silos Rodrigues é nomeado Juiz de Direito da comarca em 1954. Durante o final de seu mandato, a gestão possuía seiscentos cruzeiros, ao entregar a Prefeitura novamente a Ângelo Rosa, Cunha o fizera com o quantitativo de oitenta e dois mil cruzeiros. O PSD escolheu o ex-juiz distrital, Antônio Navarro de Abreu para disputar contra o udenista, que acabou derrotado.

## Morte
Em 1980, afastado da vida pública como muitas outras lideranças da cidade, em especial, devido a instauração da ditadura militar e a dissolução do PSD, Eusébio sofreu um atropelamento em Porangatu. Ele foi transferido para Goiânia, porém acabou falecendo em abril. Devido o governo do arenista, Trajano Machado Gontijo Filho, Martins da Cunha só chegou a ser homenageado postumamente em 1985, com a criação da Escola Municipal Euzébio Martins da Cunha, funcionando até a atualidade. O fato ocorreu no segundo governo de João Gonçalves dos Reis.